# Hyundai Mighty
Der Hyundai Mighty (koreanisch: 현대 마이티) ist ein leichter Verteiler-Lkw, den die Hyundai Motor Company seit 1986 produziert. Die erste Generation war ein Badge-Engineering-Modell des Mitsubishi Fuso Canter. Die zweite Generation wurde von Hyundai selbst entwickelt und auch von Kia Motors als Kia Pamax zwischen 2000 und 2004 vermarktet. Die seit 2004 gebaute Generation Hyundai eMighty ist ein überarbeitetes Modell des Mighty II.

## Hyundai Mighty 1986–1998/Bering MS

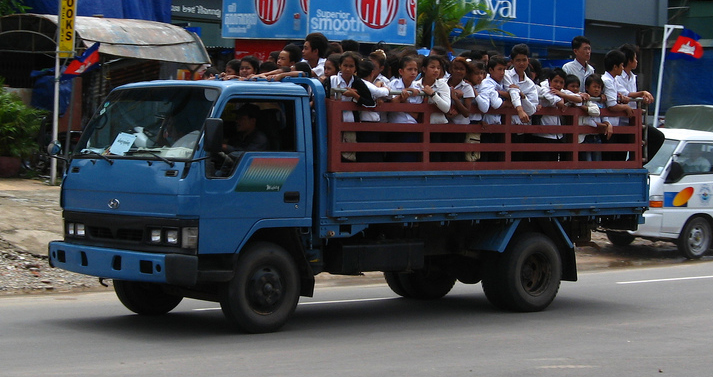
Hyundai Mighty Faceliftmodell

1986 erschien der Mighty auf dem Heimatmarkt in Südkorea. Vom Mitsubishi Fuso Canter unterschieden ihn nur die Markenembleme. Ab 1987 wurde er nach Asien exportiert und in den folgenden Jahren in den restlichen Weltmarkt. In Europa kam er in Osteuropa und Südeuropa in den Verkauf. Nordamerika entwickelte sich zu einem wichtigen Markt, sodass er ab Ende der 1980er-Jahre mit vielen lokalen Komponenten hier von Bering gefertigt wurde. Das Führerhaus mit Einzel- oder Doppelkabine war kippbar und mit einem Mitsubishi Turbodiesel mit 117 PS ausgestattet. Zunächst gab es Varianten mit 2,5 Tonnen Nutzlast, ab 1988 auch mit 3,5 Tonnen. Ab November 1994 gab es eine neu gestaltete Front mit quadratischen statt runden Scheinwerfern und auf Wunsch ein Antiblockiersystem.

## Hyundai Mighty II und Bering LD 1998–2004, Kia Pamax 2000–2004

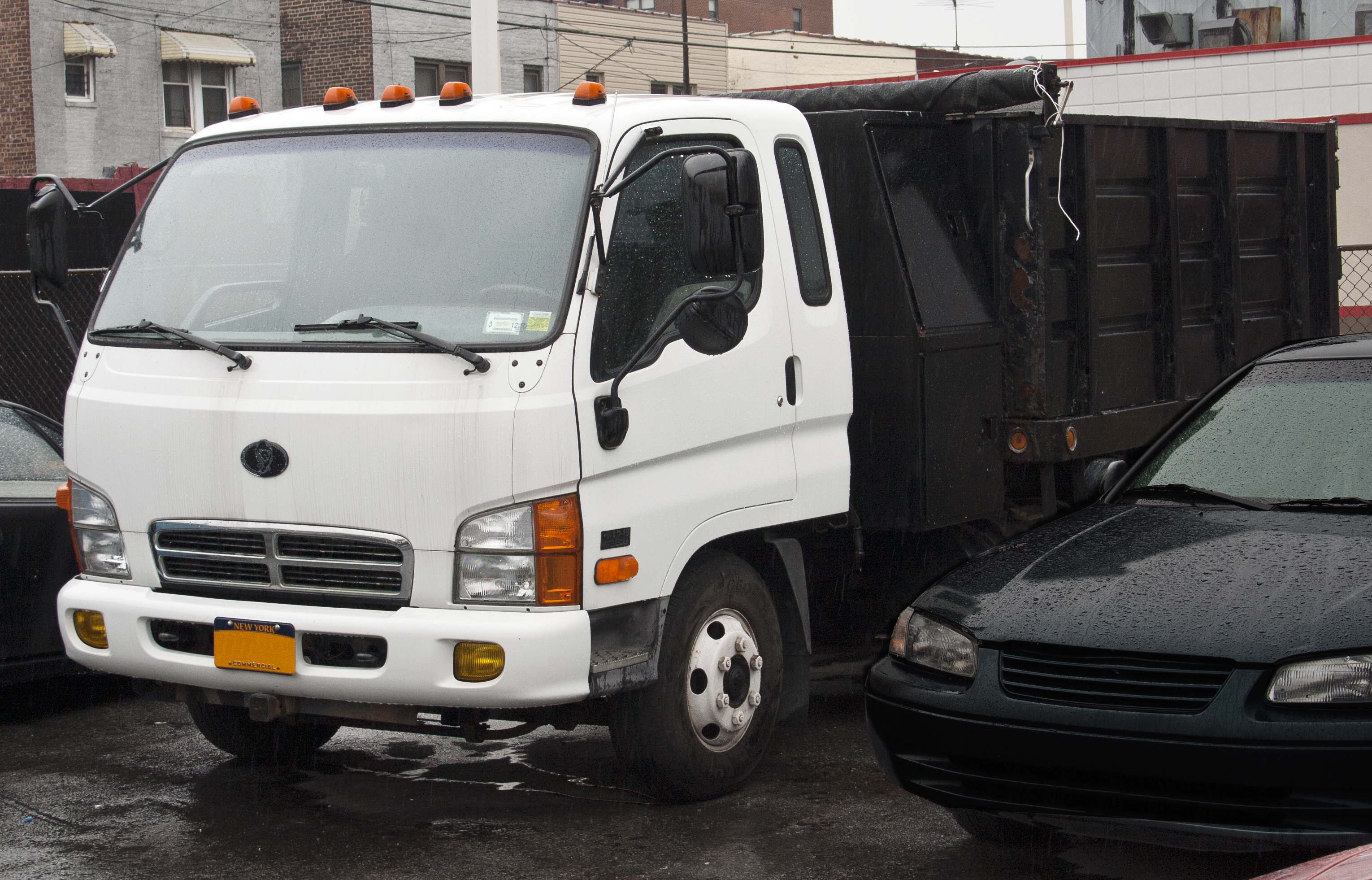
Bering LD

Den Mighty II entwickelte Hyundai selbst, jedoch auf Basis der ersten Generation, sodass er weiter mit dem Mitsubishi Fuso Canter verwandt war. Vor allem der Fahrkomfort wurde verbessert und ein deutlich moderneres Erscheinungsbild verwirklicht. Die grundsätzlichen Eigenschaften mit kippbarem Führerhaus als Einzel- oder Doppelkabine blieben gleich, jedoch waren nun bis zu 3500 kg Nutzlast möglich.
Hyundai setzte nun einen eigenen 3,3-Liter-Turbodieselmotor mit 120 PS Leistung ein. Nachdem Hyundai mit Kia Motors fusionierte, wurde ab 2000 der baugleiche Kia Pamax produziert, der den Kia Trade ersetzte. Gleichzeitig kam zum serienmäßigen ABS des Mighty II als Option ein Fahrer-Airbag ins Programm. In Nordamerika wurde der Mighty II nun auch als Bering LD vermarktet. Wahlweise gab es nun ein Automatikgetriebe von Allison Transmission.
Nachdem der Motor die verschärften Abgasvorschriften nicht mehr erreichen konnte, wurde eine Überarbeitung beschlossen, jedoch ohne ein Modell für Kia, das stattdessen einen überarbeiteten Kia Bongo vorstellte.

## Hyundai eMighty 2004–2012, Hyundai HD 65/72/78 seit 2004, Hyundai Mighty seit 2013
Im September 2004 wurde der eMighty vorgestellt. Speziell für die ab 2005 geltenden neuen europäischen Sicherheitsvorschriften und Umweltauflagen erhielt er zu den technischen Überarbeitungen mit dem Hyundai-D4GA-3,9-Liter-Turbodieselmotor mit 147 PS ein leichtes Facelift, mit vornehmlich verändertem Armaturenbrett. Später wurde die Leistung auf 150 PS angehoben. Eine weitere Gewichtsreduzierung brachte nun eine mögliche Nutzlast von bis zu 3800 kg. Das e im Namen bezog Hyundai auf die sanfte Evolution der Baureihe. In Nordamerika wird das Modell weiterhin von Bering gebaut, aber als Hyundai HD 65/72/78 vermarktet. Seit 2013 wird das e weggelassen und der Wagen außerhalb Nordamerikas wieder als Mighty angeboten.